# Gand-Wevelgem 1994
La 56e édition de Gand-Wevelgem a eu lieu le 6 avril 1994. La course est remportée par le Belge Wilfried Peeters (GB-MG Boys Maglificio-Technogym-Bianchi), il est suivi dans le même temps par l'Italien Franco Ballerini (Johan Museeuw) et par le Belge Mapei-CLAS (GB-MG Boys Maglificio-Technogym-Bianchi).

## Classement final
La course est remportée par le Belge Wilfried Peeters (GB-MG Boys Maglificio-Technogym-Bianchi).
| \| Classement général \| Classement général \| Classement général \| Classement général \| Classement général \| \| Coureur \| Coureur \| Pays \| Équipe \| Temps \| \| ------------------ \| ------------------------ \| ------------------ \| --------------------------------------- \| ------------------ \| \| 1er \| Wilfried Peeters \| Belgique \| GB-MG Boys Maglificio-Technogym-Bianchi \| 5 h 08 min 00 s \| \| 2e \| Franco Ballerini \| Italie \| Mapei-CLAS \| + 0 s \| \| 3e \| Johan Museeuw \| Belgique \| GB-MG Boys Maglificio-Technogym-Bianchi \| + 16 s \| \| 4e \| Andreï Tchmil \| Moldavie \| Lotto-Vetta-Caloi \| + 16 s \| \| 5e \| Djamolidine Abdoujaparov \| Ouzbekistan \| Polti-Vaporetto \| + 16 s \| \| 6e \| Zbigniew Spruch \| Pologne \| Lampre-Panaria \| + 16 s \| \| 7e \| Dimitri Konyshev \| Russie \| Jolly Componibili-Cage \| + 16 s \| \| 8e \| Maximilian Sciandri \| Italie \| GB-MG Boys Maglificio-Technogym-Bianchi \| + 16 s \| \| 9e \| Fabio Roscioli \| Italie \| Brescialat-Refin \| + 16 s \| \| 10e \| Guy Nulens \| Belgique \| Novemail-Histor-Laser Computer \| + 16 s \| |                          |             |                                         |                 |
| |                          |             |                                         |                 |
| Sources : ProCyclingStats Cycling Archives |                          |             |                                         |                 |
| Classement général |                          |             |                                         |                 |
| Coureur | Coureur                  | Pays        | Équipe                                  | Temps           |
| 1er | Wilfried Peeters         | Belgique    | GB-MG Boys Maglificio-Technogym-Bianchi | 5 h 08 min 00 s |
| 2e | Franco Ballerini         | Italie      | Mapei-CLAS                              | + 0 s           |
| 3e | Johan Museeuw            | Belgique    | GB-MG Boys Maglificio-Technogym-Bianchi | + 16 s          |
| 4e | Andreï Tchmil            | Moldavie    | Lotto-Vetta-Caloi                       | + 16 s          |
| 5e | Djamolidine Abdoujaparov | Ouzbekistan | Polti-Vaporetto                         | + 16 s          |
| 6e | Zbigniew Spruch          | Pologne     | Lampre-Panaria                          | + 16 s          |
| 7e | Dimitri Konyshev         | Russie      | Jolly Componibili-Cage                  | + 16 s          |
| 8e | Maximilian Sciandri      | Italie      | GB-MG Boys Maglificio-Technogym-Bianchi | + 16 s          |
| 9e | Fabio Roscioli           | Italie      | Brescialat-Refin                        | + 16 s          |
| 10e | Guy Nulens               | Belgique    | Novemail-Histor-Laser Computer          | + 16 s          |